# T-ara N4
T-ARA N4 (расшифровывается как «T-ara Brand New 4») — первый официальный саб-юнит южнокорейской гёрл-группы T-ara, сформированная компанией Core Contents Media, (сейчас известна как MBK Entertainment) в 2013 году. Саб-юнит состоит из трех (первоначально четырёх) участников: Ынчжон, Хёмин и Джиён.

## История

### Формирование
В конце марта 2013 года, агентство Core Contents Media начало формирование отдельного подразделения, состоящее из участников группы: Ынчжон, Арым, Хёмин и Джиён. Юнит носит название T-ara N4 (что означает «T-ara Brand New 4») с 12 апреля 2013 года. T-ara ранее пробовали подразделения с рекламой своего шестого японского сингла «Bunny Style!». В котором B-сайды исполнялись группами из двух и трех человек; однако, это был их первый раз, когда они выполняли формальные действия.

### 2013: Дебют сJeon Won Diaryи смена состава
Дебютный сингл T-ara N4, «Jeon Won Diary» (кор.일기 일기; Jeon-won Ilgi), был вдохновлен одноимённой южнокорейской дорамой 1980-х годов. Спродюсированный Duble Sidekick, песня имеет «фанковую и насыщенную» танцевальную музыку в сочетании с элементами хип-хопа. Основной мотив «Jeon Won Diary» говорит о том, что всем нам следует оторваться от повседневной рутины.
10 июля 2013 года Арым покинула группу, чтобы продолжить свою сольную карьеру. Core Contents Media объявила, что Арым была заменена Дани в T-ara N4. Первоначально, Дани была объявлена восьмым членом T-ara в 2012 году, но так и не дебютировала с группой. После того, как Арым покинула T-ara и T-ara N4, Дани заменила позицию только в T-ara N4 в 2013 году. После переименования агентства в октябре 2014 года, было анонсировано, что Дани прекращает быть частью T-ara N4. Тем не менее, она продолжит тренироваться в агентстве.

## Дискография

### Синглы
| 2013                                                                         | «Jeon Won Diary» | 11 | 15 | 527,038+ | Jeon Won Diary |
| 2013                                                                         | «Can We Love»    | —  | —  | 68,224+  | Jeon Won Diary |
| «—» denotes releases that did not chart or were not released in that region. |                  |    |    |          |                |